# La Vallée-au-Blé
 La Vallée-au-Blé  là một xã ở tỉnh Aisne, vùng Hauts-de-France thuộc miền bắc nước Pháp.